# توماس کولو
توماس کولو (انگلیسی: Tomás Cuello؛ زادهٔ ۵ مارس ۲۰۰۰) بازیکن فوتبال اهل آرژانتین است.